# Due (Mario Biondi)
Due è il terzo album in studio di Mario Biondi, pubblicato il 15 novembre 2011 per l'etichetta Indipendente Mente, la particolarità è che nel disco suonano tanti giovani musicisti jazz sconosciuti che Mario ha voluto lanciare. L'unica canzone in cui Mario Biondi non duetta con altri cantanti è la canzone My Girl, cover dei The Temptations. Gli altri due singoli estratti dal disco sono Life is Everything pubblicato il 24 novembre dello stesso anno e Blue Skies pubblicato il 10 febbraio 2012.

## Tracce

### Disco 1
1. Blue Skies (feat. Jeff Cascaro) – 2:50
2. Wont'You Come Back (feat. Sagi Rei) – 3:37 (testo: Sagi Rei – musica: Enrico Caruso,Sagi Rei)
3. Life is Everything (feat. Wendy Lewis) – 4:19
4. In the Sun (feat. Luca Florian) – 4:06
5. My Girl – 3:09
6. The Door Is Still Open To My Heart (feat. Walter Ricci) – 4:19
7. What's Happening Brother (feat. Andrea Satomi Bertorelli) – 4:10
8. Free (feat. Samantha Iorio) – 5:30
9. Dreaming (feat. Giordano Gambogi) – 4:07
10. Funny How Time Slips Away (feat. Hanne Boel) – 3:54

### Disco 2
1. Mother Earth (feat. Lorenzo Tucci) – 6:31
2. All I Really Want (feat. Chiara Civello) – 3:15
3. Do You Want Me To Stay (feat. Vahimiti) – 4:56
4. All You Have To Do (feat. Alain Clark) – 3:20
5. More Than You Could Ever Know (feat. Stevie Biondi) – 4:49
6. Where Are You (feat. Daniele Scannapieco) – 5:23
7. Lullaby (feat. Daniele Perrino) – 5:21
8. Everytime I Think Of You (feat. Cristina Polegri) – 4:42
9. Under That Sky (feat. Luisiana Lorusso e  Claudio Filippini) – 4:02
10. Finale in dissolvenza (feat. Fabrizio Casalino) – 3:46

## Formazione
- Mario Biondi - voce, tastiera addizionale
- Cesare Malfatti - basso
- Alex Lugli - batteria
- Richard Bull - chitarra
- Julian Crampton - basso
- Andrea Ruta - batteria
- Ugo Bongianni - sequencer
- Matt Cooper - pianoforte, Fender Rhodes, sintetizzatore
- Emanuele Gasperi - chitarra
- Tommaso Scannapieco - basso, contrabbasso
- Giordano Gambogi - chitarra
- Jacob Karlzon - tastiera, pianoforte
- Hans Andersson - basso
- Jonas Holgersson - batteria
- Claudio Filippini - tastiera
- Andrew Cusato - chitarra
- Thomas Dyani - percussioni
- Sagi Reitan - chitarra acustica
- Vernon Hill - tastiera, programmazione
- Alessandro Sanna - basso
- Michele Guidi - pianoforte, sintetizzatore
- Raffaele Scoccia - organo Hammond
- Andrea Bertorelli - tastiera addizionale, cori, pianoforte, sintetizzatore
- Pete Biggin - batteria
- Michele Bianchi - chitarra
- Pierluigi Mingotti - basso
- Marco Bianchi - pianoforte
- Luca Florian - batteria, percussioni
- Alessandro Magnanini - chitarra spagnola, chitarra acustica, chitarra elettrica, tastiera, basso, batteria, percussioni
- Giovanni Guerretti - pianoforte, corno
- Lorenzo Tucci - batteria
- Andrea Maddalone - chitarra
- Pierpaolo Bisogno - percussioni, contrabbasso
- Patrick Benifei - pianoforte
- Sandro De Bellis - congas, percussioni
- Enzo Frassi - basso, contrabbasso
- Carlo Tallacea - basso
- Tommy Graziani - batteria
- Luca Mannutza - pianoforte
- Pietro Ciangalini - contrabbasso
- Prisca Amori - violino
- John Maida - violino
- Lorenzo Rundo - viola
- Giuseppe Tortora - violoncello
- Omar Kabir - tromba, sax
- Fabrizio Bosso - tromba
- Fabio Buonarota - tromba
- Franco Capiluppi - tromba
- Marco Brioschi - tromba, flicorno
- Giuseppe Di Benedetto - trombone
- Mauro Ottolini - trombone
- Gianfranco Marchesi - trombone
- Fayazz Virji - trombone
- Fabio Amadasi - trombone
- Daniele Scannapieco - sax
- Alessandro Scala - sax
- Francesco Montisano - sax alto
- Cristiana Polegri - sax alto, cori
- Corrado Terzi - sassofono tenore
- Daniele Scannapieco - sassofono tenore
- Tommaso Ladalardo - sassofono baritono
- Gianni Azzali - flauto
- Dora Nicolosi, Steve Biondi, Wendy Lewis, Alain Clark, Chris Ballin, Wayne Hernandez, Lorraine Cato-Price, Chuck Rolando, Simone Bilella, Vanessa Haynes, Vahimiti - cori